# Guru Angad
Guru Angad (em panjabi:  ਗੁਰੂ ਅੰਗਦ) (31 de março de 1504 – 28 de março de 1552) foi o segundo guru sique. Ele nasceu na vila de Sarae Naga, no distrito de Muktsar, no Punjabe em 31 de março de 1504. O nome Lehna foi-lhe dado logo após seu nascimento como costume da religião hindu de seus pais. Era filho de um pequeno mas bem-sucedido comerciante chamado Pheru Mal. Sua mãe chamava-se Mata Ramo (também conhecida como Mata Sabhirai, Mansa Devi e Daya Kaur).
Baba Narayan Das Trehan foi o avô do guru, cuja casa ancestral situava-se em Matte-di-Sarai, próximo a Muktsar.
Em 1538, o Guru Nanak, fundador do siquismo, escolheu Lehna — seu discípulo — como sucessor, em vez de um de seus filhos. Lehna então recebeu o nome de Angad e após o passamento de Nanak, tornou-se o segundo guru sique, dando continuidade ao trabalho do primeiro guru sique.
Guru Angad casou-se com Mata Khivi em janeiro de 1520 e teve dois filhos (Dasu e Datu) e duas filhas (Amro e Anokhi). Toda a família de seu pais deixou a vila de origem por medo da invasão das tropas de Babar. Após a família mudar-se para Khadur Sahib, uma vila situada junto ao Rio Beas, próxima ao lugar onde está Tarn Taran, uma cidade pequena a 25 km da cidade de Amritsar, a mais sagrada das cidades siques.

## Devoção e serviço ao Guru Nanak
Certo dia, Bhai Lehna ouviu a recitação de um hino de Guru Nanak por Bhai Jodha, um vizinho que era seguidor do guru. A canção tomou-lhe a atenção e durante sua peregrinação anual ao templo de Jawalamukhi, ele perguntou às pessoas do grupo do qual fazia parte se estes se incomodavam se eles fossem ver o guru. Todos pensaram que isto era inapropriado e recusaram a sugestão. De modo a não fugir de suas responsabilidade, uma vez que ele era líder e guia do grupo, não poderia abandoná-los aos bandoleiros presentes no caminho. Mas como homem de dharma que era, os poemas e orações (kirtan) do Guru Nanak ainda tomavam totalmente seu pensamento. Numa noite, sem contar a ninguém, ele montou em seu cavalo em direção à vila de Kartarpur (atual Paquistão), para visitar Nanak. Após receber instruções do guru, Bhai Lehna encontrou um grupo de pessoas trabalhando num campo. Bhai Lehna não reconheceu o guru, uma vez que ele não se distinguia dos trabalhadores comuns e pediu a Nanak se ele não poderia levá-lo ao guru. O Guru Nanak concordou e tomou as rédeas do cavalo, enquanto Bhai Lehna permanecia confortavelmente em cima do animal. Após algum tempo o guru chegou à casa onde vivia e disse a Bhai Lehna para sentar-se enquanto ele iria buscar o guru; quando Nanak retornou, depois de refrescar-se, Bhai Lehna percebeu instantaneamente o enorme erro que havia cometido. Vários pensamentos passaram-lhe pela cabeça: dentre eles, o do pecado que havia cometido ao fazer o guru levá-lo a pé puxando o cavalo enquanto ele ia confortavelmente montado. Ele baixou a cabeça e o guru sorriu, perguntando-lhe seu nome - Bhai respondeu: Bhai Lehna. O guru então respondeu: "não se aborreça quando alguém vier para tomar algo que viria como se você tivesse" (como Lehna significa tomar algo). E completou: "se você me der as rédeas de sua mente como você fez com as selas do cavalo e deixar-me conduzi-lo, você vai se surpreender..."
Dali em diante, Bhai Lehna mostrou um profundo e leal serviço ao Guru Nanak. Várias histórias contam como Bhai Lehna foi escolhido como sucessor por Nanak em vez dos próprios filhos deste. Uma dessas histórias fala de uma jarra que caiu na lama. Os filhos do Guru Nanak não iriam pegá-la; Sri Chand, o mais velho, recusou-se dizendo que a sujeira torná-lo-ia impuro e Lakshmi Chand, o mais jovem, fez objeção, considerando que a tarefa era por demais servil para o filho de um guru. Bhai Lehna, por sua vez, retirou a jarra da lama, lavou-a e limpou-a, entregando-a ao Guru Nanak cheia de água. Outra versão dessa história apresenta esse evento como momento-chave para a decisão de Nanak por Bhai Lehna como sucessor. A esposa do guru disse ao Guru Nanak: "Senhor, mantenha meus filhos em mente", significando que ela desejava que eles fossem considerados para a sucessão dele à condição de guru. Nanak ordenou-lhes que viessem, lançou a jarra em um tanque de água barrenta. O guru ordenou-lhes que a recuperassem para ele, tendo ambos se recusado. Então o Guru Nanak pediu Bhai Lehna que a recuperasse, o que foi prontamente atendido por Bhai Lehna. Certa feita, o guru ordenou que uma parede de sua casa, que havia caído, fosse refeita. Seus filhos recusaram-se a fazê-lo imediatamente por causa da tempestade que se aproximava, assim como pelo momento do dia. Guru Nanak disse que não precisava de pedreiros enquanto tinha os seus siques e ordenou-lhes que fizessem o reparo. Bhai Lehna começou a refazer a parede, mas ao terminá-la, Nanak disse que esta estava torta e ordenou-lhe que a derrubasse e a refizesse novamente. Bhai Lehna cumpriu a ordem, mas Nanak ainda dizia que esta não estava reta. O Guru então ordenou-lhe que tentasse pela terceira vez. Nesse momento, os filhos do guru disseram que Bhai Lehna era um tolo de cumprir ordens tão pouco razoáveis. Bhai Lehna simplesmente respondeu que as mãos de um servo devem estar ocupadas enquanto fazem o trabalho de seu mestre.
Mais uma história conta sobre o momento no qual o Guru Nanak pediu aos seus siques e aos seus filhos que carregassem três feixes de capim para as vacas e os búfalos e, como nas outras histórias, tanto os filhos como seus seguidores falharam na demonstração de lealdade. Bhai Lehna, entretanto, imediatamente pediu para ser encarregado com as tarefas, cuja dificuldade era alta em função da umidade e do barro. Quando Bhai Lehna e Nanak chegaram à casa deste, a esposa do guru reclamou do tratamento terrível que Nanak dera a um hóspede, notando como suas roupas estavam cheias de barro dos pés à cabeça. Guru Nanak então disse a ela: "isto não é lama; é o açafrão da corte de Deus, que marcam o eleito". Após mais uma inspeção, a esposa do guru viu que, de fato, as roupas de Bhai Lehna haviam se tornado açafrão. Noutra história significativa, o Guru Nanak viajava pela floresta com seus discípulos. O guru fez moedas de ouro e prata aparecerem diante do grupo e todos, menos dois seguidores, correram para pegá-las: Bhai Lehna e Bhai Buddha. Guru Nanak levou os dois a uma pira funerária e ordenou-lhes que comessem o cadáver escondido sob a mortalha. Bhai Buddha hesitou, mas Bhai Lehna obedeceu. Ao levantar a mortalha, encontrou o próprio Guru Nanak debaixo do tecido. Em uma diferente versão, Bhai Lehna depara-se com parshad (comida sagrada) em vez do Guru Nanak. Bhai Lehna oferece o parshad ao guru, satisfeito em comer os restos. Nanak, após esse teste, revela o Japuji a Bhai Lehna, proclamando-o como sua própria imagem e promete-lhe a sucessão como guru.
Guru Nanak tocou-o e renomeou-o Angad ("parte do corpo") ou como o segundo Nanak em 7 de setembro de 1539. Antes de tornar-se o novo guru ele passou seis ou sete anos a serviço do Guru Nanak em Kartarpur. Após a morte do Guru Nanak em 22 de setembro daquele ano, Guru Angad deixou Kartarpur em direção a Khadur Sahib (próximo a Goindwal Sahib). Carregava consigo os princípios de Guru Nanak nos escritos e no espírito. Iogues e santos de diferentes grupos visitavam-no e discutiam detalhadamente com ele os conceitos do florescente siquismo.

## Guru
O Guru Angad popularizou a forma corrente da escrita Gurmukhi, que se tornou o meio de escrever a língua punjabi entre os siques e a forma na qual os hinos dos gurus estão expressos. Este passo teve um longo propósito e impacto, dando ao povo que falava esse idioma uma identidade própria, permitindo-lhe expressar seus pensamentos de forma direta, sem qualquer dificuldade vinda de tradução ou transliteração.
Inicialmente, a língua punjabi era grafada através da escrita Landa (ou Mahajani). Esta não possuía sons vocálicos, que precisavam ser imaginados ou construídos pelo leitor, de modo a decifrar a escrita. Além disso, havia a necessidade de uma escrita que pudesse reproduzir fielmente os hinos dos gurus, de modo que a mensagem dos guru não fosse interpretada errônea ou equivocamente através de cada um dos leitores e que esta deixasse de ser interpretada conforme seus propósitos e preconceitos. O desenvolvimento da escrita Gurmukhi foi um passou essencial nesse sentido.
A instituição do langar (cozinha comunitária) foi mantida, aprimorada e desenvolvida. A esposa do guru trabalhava pessoalmente na cozinha. Ela servia as refeições aos membros da comunidade e aos visitantes. A devoção dela a essa instituição foi registrada no Guru Granth Sahib.
O segundo imperador mughal da Índia, Humayun, visitou o Guru Angad por volta 1540 após ter perdido o trono para Sher Shah Suri. Tendo chegado a Khadur Sahib, o Guru Angad sentou-se e, ouvindo os hinos do sangat, não saudou o imperador, o que deixou este irado. Humayun sacou sua espada ameaçando atacá-lo, mas o guru lembrou-o que na hora em que o ex-governante mogol precisou lutar quando estava a perder o trono, fugiu e agora queria atacar um dervixe em oração. Humayun caiu aos pés do guru e pediu-lhe perdão. Angad disse Humayun que ele poderia reaver o trono, mas que naquele momento deveria deixar o país.
O guru ganhava a vida juntando capim grosso em fieiras, usadas para o gado. Todas as ofertas iam para o fundo comum. Isto demonstrava como é necessário e honrado fazer mesmo a mais servil e produtiva ocupação. Também enfatiza como o viver parasítico não está em consonância com os caminhos do misticismo e da moralidade. Conforme os ensinamentos do Guru Nanak, Angad também declarou que não havia lugar para passivos reclusos na comunidade. Exatamente como Nanak, o Guru Angad e os gurus subsequentes escolheram e indicaram os seus sucessores que satisfizessem completamente a capacidade mística e a condição de levar adiante os requisitos da liderança dos siques.

## Trabalho comunitário

A escrita Gurmukhi, excluindo as formações com vogais.

Ao Guru Angad é creditada a introdução de um novo alfabeto, conhecido como Gurmukhi, por ele desenvolvido em Khadur Sahib, modificando a antiga escrita da língua punjabi. Há evidências, no entanto, de que isto não corresponde à verdade: um hino, escrito em forma acróstica pelo Guru Nanak prova que a escrita já existia. Logo, essa escrita tornou-se muito popular e começou a ser usada pela população em geral. Angad demonstrou grande interesse na educação das crianças ao abrir muitas escolas para instrução básica e também aumentou a quantidade de pessoas alfabetizadas. Desde a juventude, ele iniciou a tradição do Mall Akhara, com a prática de exercícios físicos e espirituais. Ele reuniu fatos e histórias sobre a vida do Guru Nanak do Bhai Bala e escreveu a primeira biografia de Guru Nanak. Também escreveu 63 saloks (estrofes), posteriormente incluídas no Guru Granth Sahib.
Guru Angad viajou muito e visitou vários centros e lugares religiosos. Estabeleceu centenas de centros siques e fortaleceu sua base. O período de sua liderança como guru é considerado o mais crucial: nele, a comunidade sique transformou-se da reduzida comunidade mantida pelo fundador para uma sucessão de gurus, assim como ocorreu o fortalecimento e a cristalização da fé sique: de criança de colo, o siquismo passou à criança que descobre o mundo, descobrindo e preparando-se para os perigos à frente. Durante seu período, o siquismo estabeleceu sua identidade religiosa distinta, separando-se completamente das influências hindus e islâmicas que marcaram seu início.

## Morte e sucessão
O Guru Angad, seguindo o exemplo do Guru Nanak, indicou o Guru Amar Das como seu sucessor e terceiro guru dos siques antes de falecer. Angad apresentou todos os escritos sagrados, inclusive os recebidos de Nanak a Amar Das. Angad faleceu em 29 de março de 1552, aos 47 anos.